# Carl Hurtig
Carl Hurtig, född 1847, död 1912 i Valö församling, var en svensk präst samt pionjär i godtemplarrörelsen.
Hurtig var ursprungligen handelslärare. Han var med och grundade tidningen Reform och var dess redaktör under större delen av dess existens. När den svenska delen av den hickmanska storlogen av IOGT bildades den 29 oktober 1880, valdes han till ordenschef trots att han då var relativt okänd. Han blev snart ifrågasatt och oppositionen organiserade sig i den hemliga klubben Protektor under ledning av J. F. Sandbäck.
Ett första försök att göra av sig av med Hurtig skedde vid ett extra storlogemöte den 11 december 1881. Det hölls i Göteborg, som var ett centrum för Hurtigs motståndare. Den nyvärvade medlemmen och motkandidaten J. A. Södermark drog i sista stund tillbaka sin kandidatur och anslöt sig istället till maliniterna. 
Sandbäck och hans anhängare försökte förgäves upplösa det bolag, som utgav Hurtigs tidning och vid det ordinarie storlogemötet i Jönköping i april 1882 presenterade man en ny motkandidat till Hurtig, redaktör Ture Malmgren i Uddevalla. Hurtig vann dock omröstningen med 54 röster mot 13 och satt kvar som ledare för rörelsen.
Som omvald godtemplarledare gav sig Hurtig i början av sommaren ut på en resa i landet. Samtidigt passade hans motståndare på att sprida rykten om honom. Man påstod bland annat han rymt och tagit med sig storlogens kassa. Hurtig avgick då tillfälligt för att kunna stämma ryktesspridarna för ärekränkning. En av dem, J. G. Ljunggren dömdes till böter medan Sandbäck ingick förlikning och undertecknade en offentlig förklaring, där han tog tillbaka alla anklagelser.
Sandbäck tog med sig några loger i Göteborg och lämnade organisationen, gick med i den norska storlogen och började planera för en ny svensk storloge med Ture Malmgren som ordenschef. Man fick dock inget gehör för dessa planer från den internationella ledningen för det hickmanska IOGT i USA. Logerna i Göteborg tvingades åter acceptera Hurtig som ledare, Malmgren uteslöts för att ha brutit nykterhetslöftet och 
Sandbäck hoppade själv av Godtemplarorden. Hurtig kunde därför sitta kvar som ordensledare till 1885.
Hurtg studerade senare teologi och blev kyrkoherde i Valö församling, där han avled 1912.